# Rudolf Chmel
Rudolf Chmel (Plzeň, 11 febbraio 1939) è un politico slovacco.
È stato ministro della Cultura della Repubblica Slovacca dal 16 ottobre 2002 al 24 maggio 2005 e dal 5 aprile 2006 e dal 4 luglio 2006.